# Non-Game
Non-Games bezeichnen eine Klasse von Softwareprodukten, die an der Grenze zwischen Videospielen, Spielzeug und Anwendungen liegen. Wörtlich übersetzt bedeutet Non-Game Nichtspiel, wobei die ursprüngliche Bezeichnung Non-game game lautet und durch Satoru Iwata geprägt wurde. Non-Games unterscheiden sich von traditionellen Videospielen insbesondere darin, dass in ihnen kein klares Spielziel vorgegeben ist. Durch das Weglassen einer fixen Aufgabe oder Herausforderung ermöglichen Non-Games dem Spieler eine freiere Ausdrucksform, da er seine eigenen Ziele bestimmen kann. Besonderen kommerziellen Erfolg haben Non-Games auf den Nintendo-Plattformen Nintendo DS und Wii.

## Beispiele für Non-Games
Non-Games existieren schon seit den Anfängen der Videospiele, obwohl der Begriff erst seit 2005 gebräuchlich ist. Frühe Beispiele sind I, Robot (Atari 1983), in das ein Malprogramm integriert ist, und Jeff Minters Psychedelia (Llamasoft, 1984), welches ein spielergesteuerter Lichtshowsimulator ist. Die Wirtschaftssimulation SimCity wurde vom Erfinder Will Wright als Software Toy (Software-Spielzeug) bezeichnet, da es darin kein eigentliches Ziel gibt. Dr. Kawashimas Gehirn-Jogging ist eine spielerische Lernanwendung, mit der das Gehirn trainiert werden soll. Second Life kann als Non-Game betrachtet werden, da es von den gebotenen Möglichkeiten her sowohl Spiel(zeug) als auch Anwendung ist.

## Belege
1. ↑  IGN: GDC 2005: Iwata Keynote Transcript, März 2005 (englisch).
2. ↑  Francisco Quieroz: Insular, Critical Appraisal (Memento vom 21. Dezember 2008 im Internet Archive). September 2005 (PDF-Dokument, englisch; 862 kB).